# Sbaragliare la concorrenza
Sbaragliare la concorrenza (The Freeze-Out) è un film muto del 1921 diretto da John Ford (con il nome Jack Ford).

## Trama
In una cittadina del West giunge un giorno uno straniero che annuncia di voler aprire un nuovo saloon in concorrenza con quello gestito da Denver Red e Headlight Whipple. La sorella di quest'ultimo, Zoe, maestra del villaggio, disapprova il saloon e cerca di coinvolgere in un proprio progetto lo straniero. Questi, fingendo di ignorare i desideri della ragazza che vorrebbe riformare la comunità, apre una nuova scuola e una libreria. Poi sfida i suoi avversari che, vilmente, scappano via. Lo straniero ottiene così l'amore di Zoe.

## Produzione
Il film fu prodotto dall'Universal Film Manufacturing Company.

## Distribuzione
Il copyright del film, richiesto dalla Universal, fu registrato il 22 marzo 1921 con il numero LP16334.
Distribuito dall'Universal Film Manufacturing Company, uscì nelle sale cinematografiche degli Stati Uniti il 9 aprile 1921.

### Conservazione
Non si conoscono copie ancora esistenti della pellicola che viene considerata presumibilmente perduta.